# Vintarji
Vintarji este o localitate din comuna Ribnica, Slovenia, cu o populație de 15 locuitori.